# Cardiophorus widenfalki
Cardiophorus widenfalki là một loài bọ cánh cứng trong họ Elateridae. Loài này được Leiler miêu tả khoa học năm 1967.